# Erica whyteana
Erica whyteana är en ljungväxtart som beskrevs av James Britten. Erica whyteana ingår i släktet klockljungssläktet, och familjen ljungväxter. Inga underarter finns listade i Catalogue of Life.